# جواو أفونسو (لاعب كرة قدم)
جواو أفونسو (بالبرتغالية: João Miguel Duarte Afonso‏) (11 فبراير 1982 بلشبونة في البرتغال - ) هو لاعب كرة قدم برتغالي في مركز الدفاع. لعب مع مافرا ونادي بيلينينسش ونادي بايرنسيه وS.C.U. Torreense ‏ وOdivelas F.C. ‏ وEstrela de Vendas Novas ‏ وC.D. Olivais e Moscavide ‏.

## وصلات خارجية
- جواو أفونسو (لاعب كرة قدم) على موقع قاعدة بيانات كرة القدم.إي يو (الإنجليزية)
- جواو أفونسو (لاعب كرة قدم) على موقع Soccerway.com (الإنجليزية)
- جواو أفونسو (لاعب كرة قدم) على موقع AS.com (الإسبانية)